# Mírové sbory
Mírové sbory nebo anglicky Peace Corps jsou nezávislá federální agentura Spojených států amerických (independent federal agency), jejímž posláním je podporovat mír a přátelství ve světě. Zřízena byla prezidentem Johnem F. Kennedym v roce 1961, který jmenoval do funkce prvního ředitele Sargenta Shrivera.
Dobrovolníci Mírových sborů spolupracují s vládami, školami, neziskovými organizacemi, nevládními organizacemi i podnikateli v oblastech vzdělávání, zdravotnictví, obchodu, informačních technologií, zemědělství a životního prostředí.
Mírové sbory mají
- pomáhat lidem v potřebných zemích a oblastech, potřebují-li kvalifikovanou pracovní sílu,
- napomáhat porozumění Američanům na straně těch, jimž Američané pomáhají,
- napomáhat Američanům porozumět těm, jimž Američané pomáhají.[2]